# أليكس لامبرت
أليكس لامبرت (بالإنجليزية: Alex Lambert)‏ هو مغن مؤلف وعازف بيانو ومغني أمريكي، ولد في 10 ديسمبر 1990 في نورث ريتشلاند هيلز في الولايات المتحدة.

## وصلات خارجية
- أليكس لامبرت على موقع IMDb (الإنجليزية)
- أليكس لامبرت على موقع ميوزك برينز (الإنجليزية)
- أليكس لامبرت على موقع ديسكوغز (الإنجليزية)